# Asamblea Nacional (Santo Tomé y Príncipe)
La Asamblea Nacional (en portugués: Assembleia Nacional ) es el órgano unicameral que ostenta el poder legislativo de la República Democrática de Santo Tomé y Príncipe.
La Asamblea se elige por un período de cuatro años. La Asamblea puede ser disuelta por el presidente de la República en caso de una grave crisis institucional  sólo con la aprobación del Consejo de Estado, una asamblea consultiva compuesta por 12 miembros.
La Asamblea Nacional fue fundada en 1975, como resultado de la aprobación de la Constitución de Santo Tomé y Príncipe. De 1975 a 1990, la Asamblea sirvió de sello de goma al régimen de partido único liderado por el Movimiento de Liberación de Santo Tomé y Príncipe. Con las reformas constitucionales de 1990, el país se convirtió en una democracia multipartidista y las primeras elecciones competitivas se organizaron en 1991.

## Antecedentes
La proclamación de la independencia el 12 de julio de 1975 creó las premisas para el establecimiento en Santo Tomé y Príncipe de un régimen de democracia pluralista.
Sin embargo, las contingencias del ascenso a la independencia y el contexto geopolítico e histórico en el que se desarrolló no permitieron que se constituyese una excepción a la regla, en la organización de su poder político, adoptando así el modelo que entonces prevalecía no solo en el continente africano, sino en la gran mayoría de los países en desarrollo de Asia y América Latina.
La elección democrática de los días 7 y 8 de julio de 1975 de la Asamblea representativa, con poderes constituyentes y en el primer puesto de los órganos del poder del Estado, fue una prueba inequívoca de que la aspiración del pueblo era un verdadero régimen democrático.
Elegida los días 7 y 8 de julio de 1975, la Asamblea representativa del pueblo de S. Tomé y Príncipe, con un plazo limitado, es decir, 90 días, tenía el mandato exclusivo de redactar la Constitución del Estado de São Tomé y Príncipe.
Estaba integrado por diecisiete diputados elegidos por circunscripciones que en ese momento correspondían a las entonces parroquias de los Municipios de S. Tomé y Príncipe.
El presidente electo de la Asamblea Constituyente fue el Ingeniero Aeronáutico Nuno Xavier Daniel Dias, posteriormente reemplazado por Guilherme do Sacramento Neto, debido a su nombramiento como Ministro de Equipamiento Social y Medio Ambiente.
La constitución fue aprobada por unanimidad y aclamación, el 5 de noviembre de 1975, día de la 1º. Constitución, por la Asamblea Constituyente, y esta fue extinguida en la misma fecha.
Sin embargo, quince años después, el establecimiento de un régimen democrático pluralista se convertiría en una realidad.

## Lista de presidentes de la Asamblea Nacional
| Presidentes de la Asamblea Constituyente (1975)     | Presidentes de la Asamblea Constituyente (1975) |
| Término                                             | Titular                                         |
| --------------------------------------------------- | ----------------------------------------------- |
| 1975                                                | Nuno Xavier Daniel Dias                         |
| 1975                                                | Guilherme do Sacramento Neto                    |
| Presidentes de la Asamblea Nacional (1975-presente) |                                                 |
| Término                                             | Titular                                         |
| 1975-1980                                           | Leonel Mário d'Alva                             |
| 1980-1991                                           | Alda Neves da Graça do Espírito Santo           |
| 1991–1994                                           | Leonel Mário d'Alva                             |
| 1994-2002                                           | Francisco Fortunato Pires                       |
| 2002-2006                                           | Dionísio Tomé Dias                              |
| 2006–2010                                           | Francisco da Silva                              |
| 2010                                                | Arzemiro dos Prazeres                           |
| 2010-2012                                           | Evaristo Carvalho                               |
| 2012-2014                                           | Alcino Pinto                                    |
| 2014-2018                                           | José da Graca Diogo                             |
| 2018-                                               | Delfim Neves                                    |